# Длиннохвостый шёлковый свиристель
Длиннохвостый шёлковый свиристель (лат. Ptiliogonys caudatus) — вид воробьиных птиц из семейства шелковистых свиристелей (Ptiliogonatidae).

## Описание
Длина самца 24, самки 21 см. Вес около 37 г. Живут в горных лесах. Кормятся маленькими группами, питаясь насекомыми и небольшими фруктами. Самка откладывает 2 яйца. Птенцов кормят оба родителя.
Вид является хозяином для паразита — пухоеда Brueelia ptilogonis.
Обитает только в горах Коста-Рики и западной Панамы, обычно на высоте от 1800 м. МСОП присвоил виду охранный статус «Вызывающие наименьшие опасения» (LC).